# 루이 르 보
루이 르 보(프랑스어: Louis Le Vau, 1612년경~1670년 10월 11일)는 루이 14세를 위해 일했던 프랑스 바로크 건축가이며 17세기 프랑스 고전주의 양식을 발전시키는 데 크게 기여했다.

## 초기 생애 및 경력
루이 르 보는 1612년경 파리에서 Louis Le Veau라는 이름으로 태어났으며 그의 아버지 Louis Le Veau(1661년 2월 사망)는 파리에서 활동했던 석공이었다. 그의 동생 프랑수아 르 보(1624년 출생)도 건축가가 되었다. 루이 르 보는 아버지와 동생과 함께 1630년대와 1640년대에 함께 활동했다. 후에 두 형제는 송아지를 의미하는 프랑스어 "veau"와의 연관성을 피하기 위해 성을 "Le Veau"에서 "Le Vau"로 바꾸었다.
르 보의 첫 경력은 1634년에 설계한 Hotel de Bautru이다. 1639년까지 그는 부유층을 위해 주거 지역으로 개발되고 있던 생루이섬의 Sainctot, Hesselin, Gillier, Gruyn des Bordes, Jean Baptiste Lambert 등과 같은 타운 하우스(오텔 파르티퀄리에)를 개발했다. 이 기간 동안 그가 만든 건축물 중 가장 주목할 만한 작품은 랑베르 호텔(Hôtel Lambert, 1638년~1653년경)이다.
랑베르 호텔
- 오른쪽에 센강을 끼고 있었던 랑베르 호텔의 피아노 노빌레 평면도
- 강둑에서 바라본 정원 전경

르 보는 후에 랭시 저택(Château du Raincy)이라고 알려진 리브리 저택(Château de Livry, 1640년~1645년경) 등 전원주택도 설계했다.

## 왕립 건축가
1654년에 그는 건축가 자크 르메르시에의 뒤를 이어 국왕의 초대 건축가로 임명되면서 그의 경력이 높이 뛰게 되었다. 그는 쥘 마자랭 추기경의 요청으로 중세 뱅센 성 일부를 재건하는 데 기여했다.

루이 르 보가 뱅센 성에 추가적으로 건설한 건축물
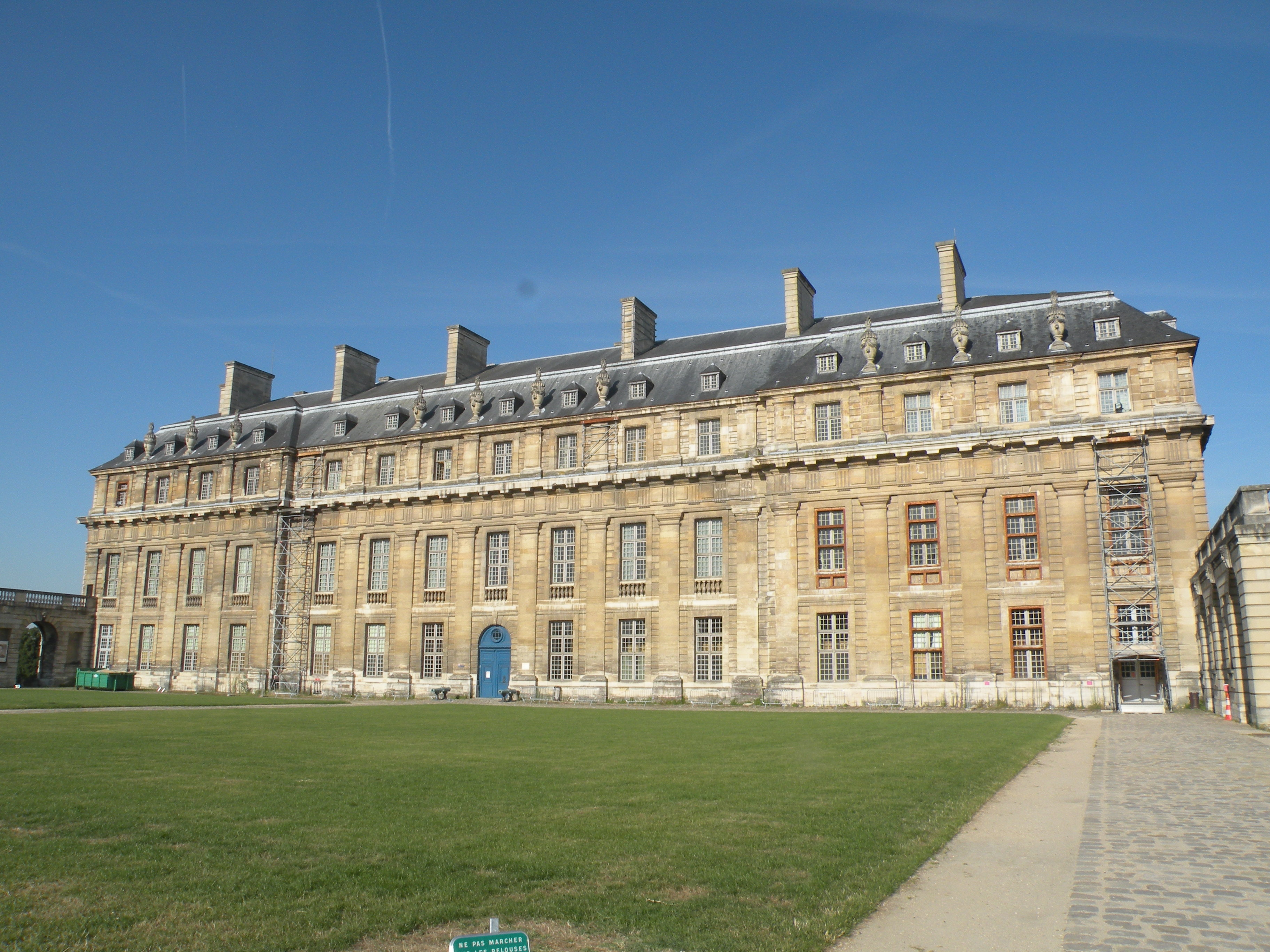
왕의 별관(동쪽)
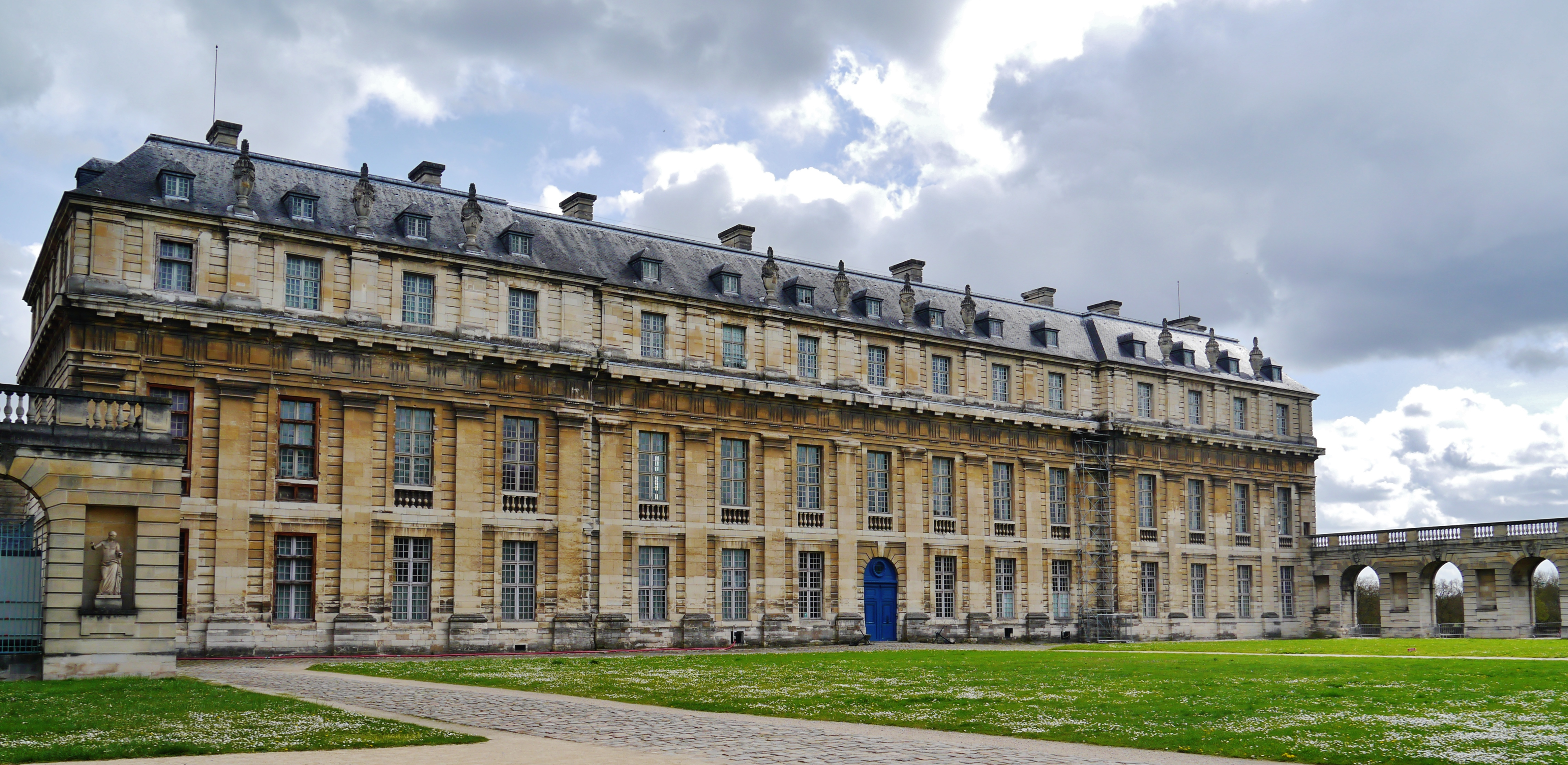
여왕의 별관(서쪽)

얼마 지나지 않아 1656년에 르 보는 앙드레 르 노트르와 샤를 르브룅의 도움으로 보르비콩트의 니콜라 푸케 드 벨릴 후작의 대저택을 건설하는 중요한 의뢰를 받았다. 보르비콩트에서 르 보의 가장 주목할 만한 작품은 정원을 바라보는 타원형 응접실이다. 살롱 아 리탈리엔(salon à l'italienne, 아치형 2층짜리 방)의 한 예인 이 디자인은 단순한 형태가 건물의 주요 섹션 모양을 결정한다는 아이디어를 발전시켰다.

보르비콩트
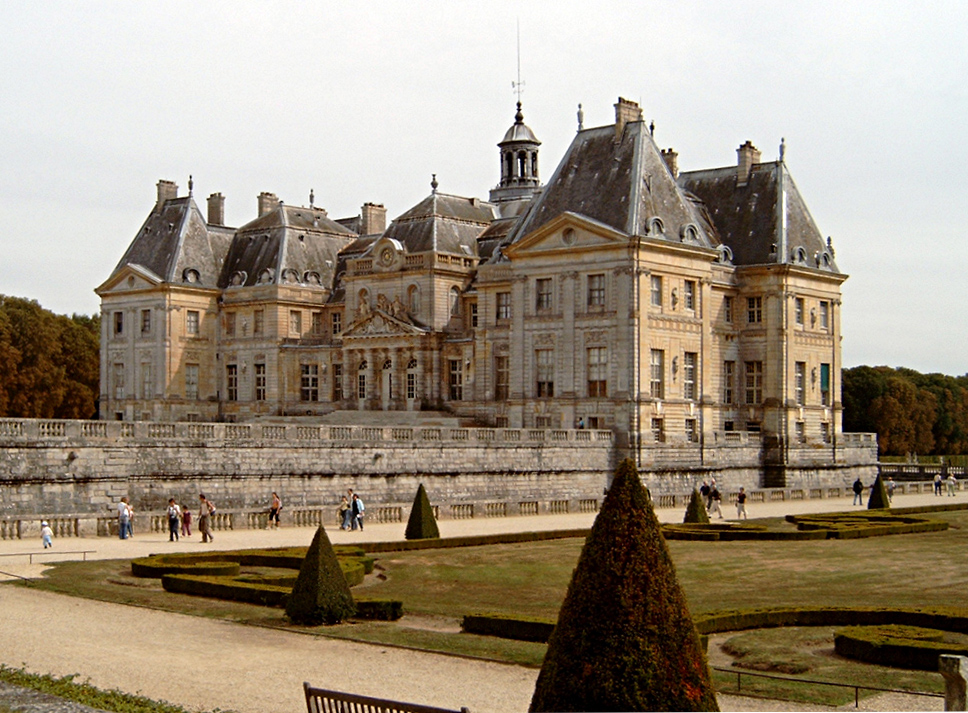
입구 전면의 리드미컬한 볼륨감
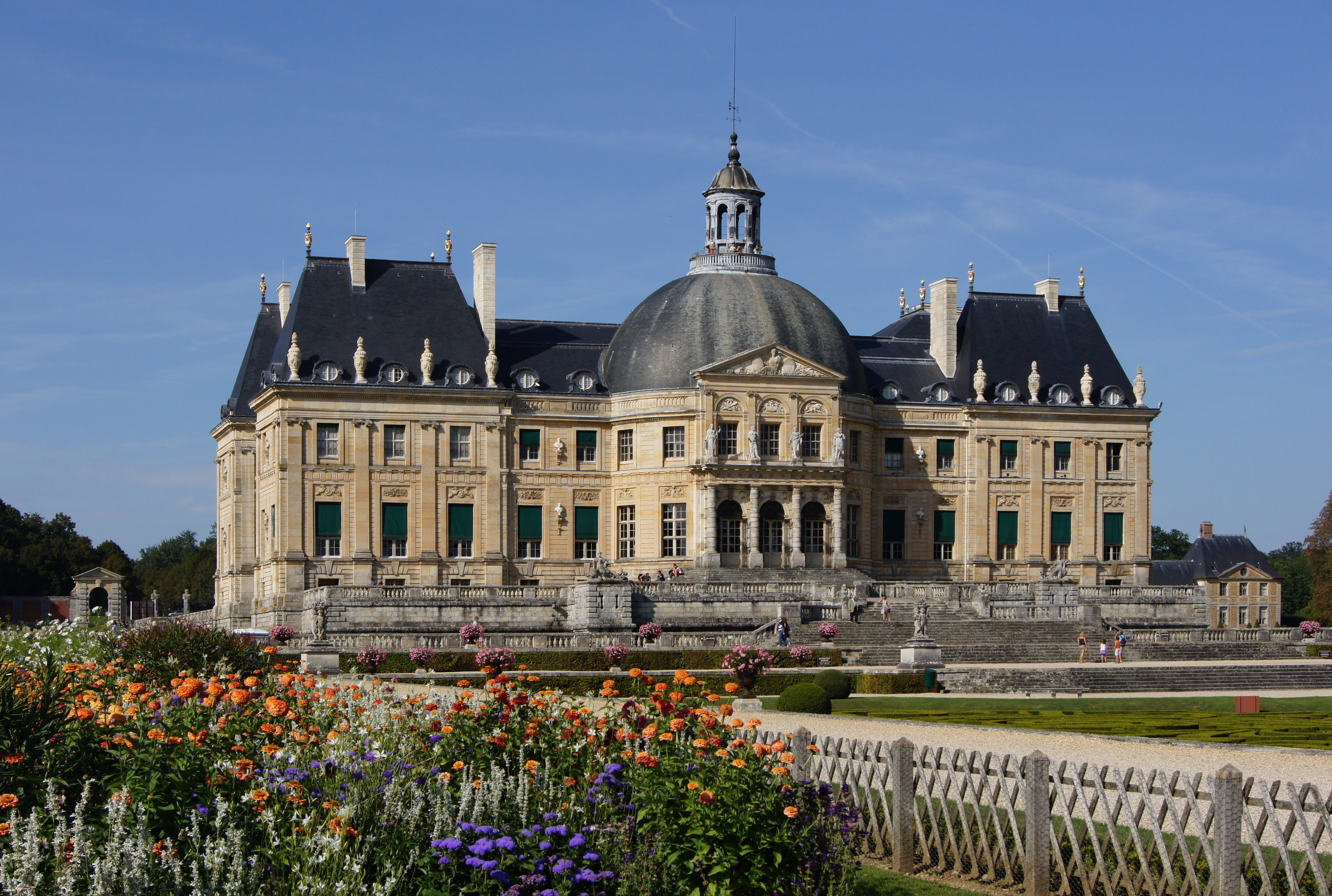
타원형 응접실이 있는 정원의 정면

1660년대에 르 보는 라 살페트리에르 병원, 튀일리 궁전 외관 등 왕실 프로젝트에 참여했다. 1661년부터 1664년까지 르 보는 화재로 소실된 루브르 박물관의 아폴론 갤러리를 재건하는 작업을 맡았다. 클로드 페로와 샤를 르브룅은 또한 1665년부터 1674년까지 루브르 박물관 동쪽 정면인 루브르 콜로네이드의 유명한 외관을 만드는 데 참여했는데, 이는 18세기 고전주의 건축의 서곡 역할을 했다.
르 보의 경력 중 가장 주목할 만한 작업은 그가 여생 동안 참여했던 베르사유 궁전에서의 작업이다. 그는 전면 안뜰에 서비스 동을 추가했고 1668년 이후에는 정원 정면을 완전히 고전적으로 재건했다. 르 보는 제도사이자 건축가 프랑수아 도르베이의 도움을 받았고, 르 보의 죽음 이후 프랑수아 도르베이가 작업을 이어 완성했다. 베르사유의 르 보와 도르베이의 작업은 후에 쥘 아르두앙 망사르에 의해 수정되고 확장되었다.

르 보가 설계한 Collège des Quatre-Nations(현재 프랑스 학술원 건물) 역시 그의 조수였던 프랑수아 도르베이에 의해 완성되었으며 이탈리아 바로크 기법과의 예상치 못한 조화를 보여주었다.

베르사유 궁전과 Collège des Quatre-Nations
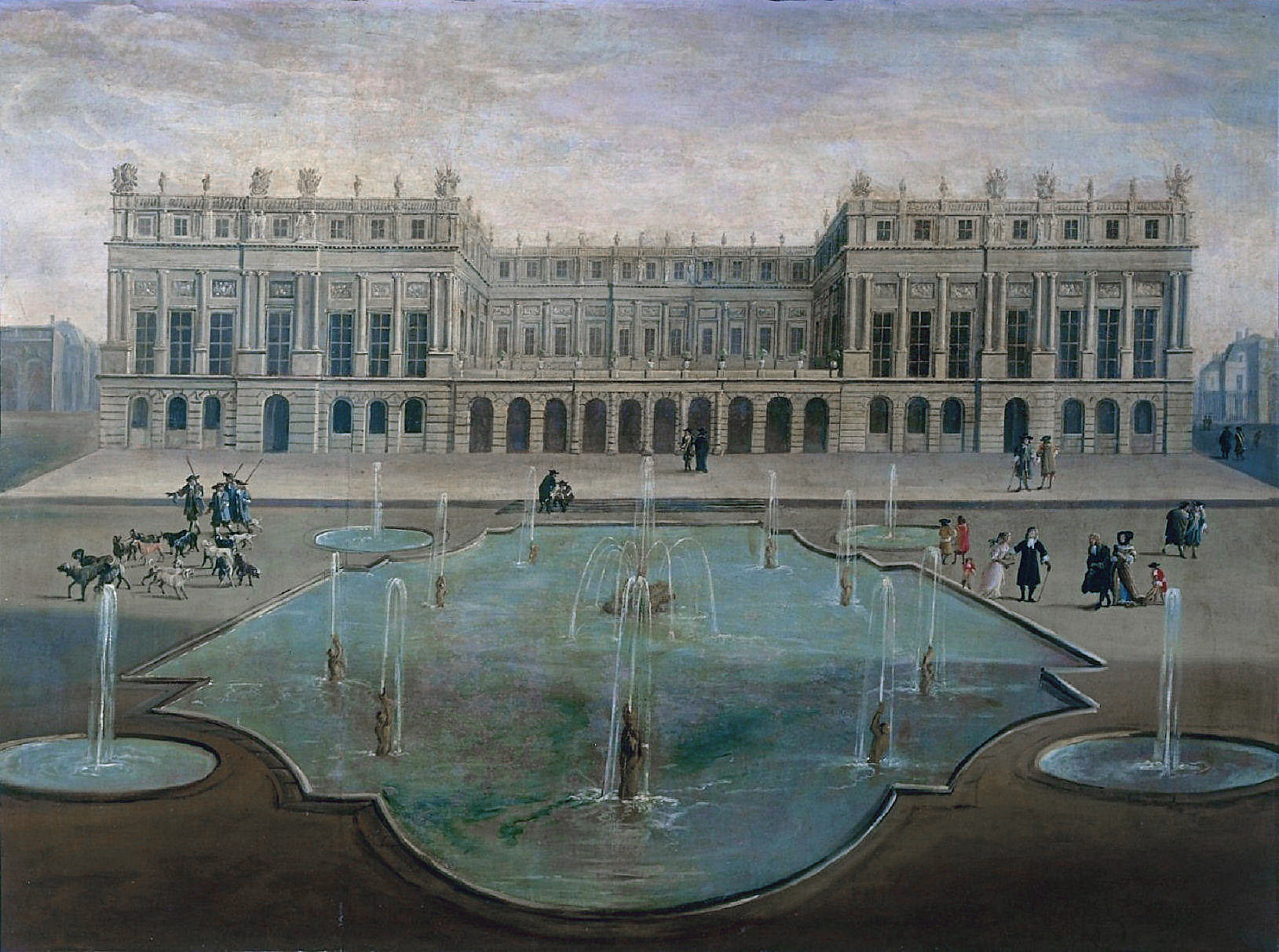
베르사유 궁전에 있는 르 보의 정원, 1675년경
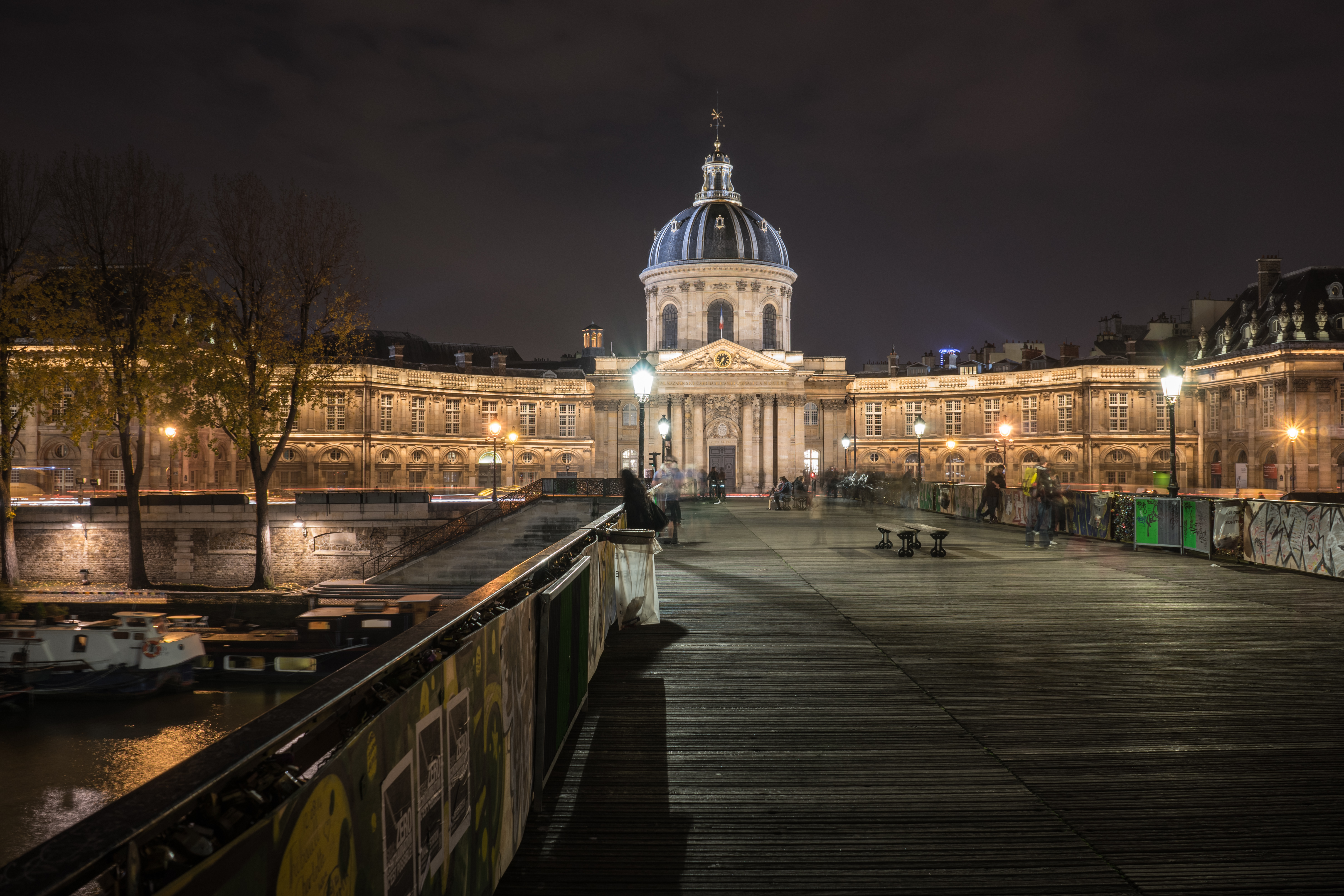
2014년에 촬영한 Collège des Quatre-Nations